# Claire Anderson

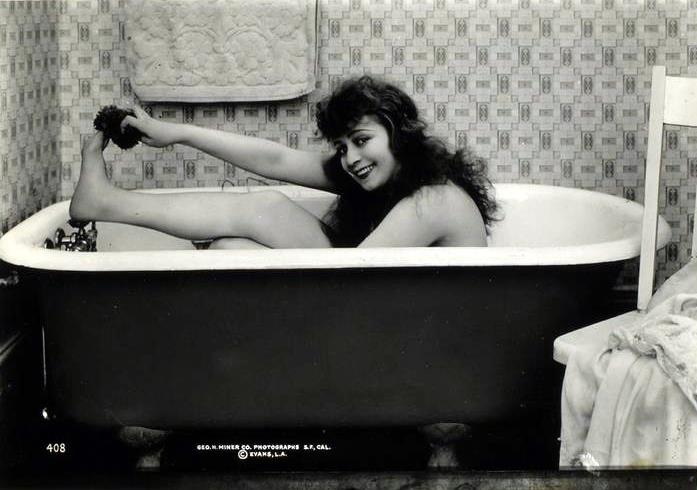
Claire Anderson um 1916

Claire Mathis Anderson (* 8. Mai 1891 in Detroit, Michigan; † 23. März 1964 in Venice, Kalifornien) war eine US-amerikanische Schauspielerin, die sich bereits in den 1920er-Jahren aus dem Filmgeschäft zurückzog.

## Leben
Ihr Entdecker war Mack Sennett, der sie zu einer der sogenannten „Sennett Bathing Beauties“ machte. Sie gehörte damit zu einer Reihe von jungen, attraktiven Frauen, die in Sennetts Filmen leichtbekleidet im Badeanzug auftraten und daher für Aufregung im prüden Amerika sorgten. Neben Anderson begannen auch Mabel Normand, Juanita Hansen, Gloria Swanson und Phyllis Haver ihre Karriere als Sennett Bathing Beauty.
Anderson trat in zahlreichen Filmen der Triangle Film Corporation auf und drehte bis 1926 über 70 Stummfilme unter anderem an der Seite von Constance Talmadge, Harry Carey und Thurston Hall. Im Jahr 1926 zog sie sich aus dem Filmgeschäft zurück, trat jedoch gelegentlich als Theaterschauspielerin in Erscheinung. Sie verstarb 1964 in Venice.
Claire Anderson war mit Harry H. Anderson († 1926) verheiratet. Die Ehe endete in einer Scheidung.

## Filmografie
- 1914: At Dawn
- 1915: Dizzy Heights and Daring Hearts
- 1915: Rhoda’s Burglar
- 1915: The Way of a Mother
- 1915: The Silent Witness
- 1915: Payment in Full
- 1915: The Deadly Focus
- 1915: Gridley’s Wife
- 1915: God Is Love
- 1915: The Story of a Story
- 1915: The Primitive Spirit
- 1915: A Temperance Lesson
- 1915: The Craven
- 1915: The Three Brothers
- 1915: Gussle’s Wayward Path
- 1916: She Loved a Sailor
- 1916: Movie Struck
- 1916: Making Things Hum
- 1916: The Masque Ball
- 1916: A Merry Mix-Up
- 1916: The Love Comet
- 1916: Bath Tub Perils
- 1916: Preparedness
- 1916: The Lion and the Girl
- 1916: His Bread and Butter
- 1916: Cinders of Love
- 1917: Won by a Fowl
- 1917: The Late Lamented
- 1917: His Baby Doll
- 1917: The Hidden Spring
- 1917: A Clever Dummy
- 1917: A Matrimonial Accident
- 1917: Cactus Nell
- 1917: A Janitor’s Vengeance
- 1917: The Bookworm Turns
- 1917: The House of Scandal
- 1917: Done in Oil
- 1917: Her Candy Kid
- 1917: Her Finishing Touch
- 1917: A Male Governess
- 1917: Heart Strategy
- 1918: Crown Jewels
- 1918: The Grey Parasol
- 1918: The Mask
- 1918: The Price of Applause
- 1918: Mlle. Paulette
- 1918: The Fly God
- 1918: The Poor Fish
- 1918: Are Wives Unreasonable?
- 1918: Newspaper Clippings
- 1918: The Answer
- 1918: Did She Do Wrong?
- 1918: His Double Life
- 1918: Dimples and Dangers
- 1919: Rider of the Law
- 1919: The Spitfire of Seville
- 1919: The Blinding Trail
- 1919: You Never Saw Such a Girl
- 1919: Who Cares?
- 1920: The Palace of Darkened Windows
- 1920: The Path She Chose
- 1920: The Girl in Number 29
- 1920: The Fatal Sign
- 1921: Who Am I?
- 1921: The Road Demon
- 1921: The Servant in the House
- 1921: When We Were 21
- 1922: The Yellow Stain
- 1923: The Clean-Up
- 1925: The Meddler
- 1926: Unseen Enemies